# George Murray (musiker)
George Murray är en amerikansk basist, mest känd för att spelat med David Bowie, från mitten av 70-talet fram till 1980 och albumet Scary Monsters. En av Murrays mest kända basgångar är t.ex. megahiten "Ashes to Ashes" från albumet Scary Monsters från 1980.